# Eupithecia patruelis
Eupithecia patruelis là một loài bướm đêm trong họ Geometridae.